# Florida-uil
De florida-uil (Spodoptera exigua) is een nachtvlinder uit de familie Noctuidae (uilen). De voorvleugellengte bedraagt tussen de 13 en 14 millimeter. De soort komt verspreid over Europa voor, in het zuiden als standvlinder, meer naar het noorden als trekvlinder. In de glastuinbouw kan de florida-uil zich ontwikkelen tot plaaginsect.

## Waardplanten
De florida-uil heeft als waardplanten allerlei kruidachtige planten, zoals paardenbloem, kruiskruid, zuring en stalkruid.

## Voorkomen in Nederland en België
De florida-uil is in Nederland en België zeer zeldzaam. Hij is als trekvlinder waar te nemen; er zijn ook rupswaarnemingen. In warmere oorden vliegen de vlinders het hele jaar door, in de Lage Landen zijn de waarnemingen het talrijkst in de periode van juni tot oktober.

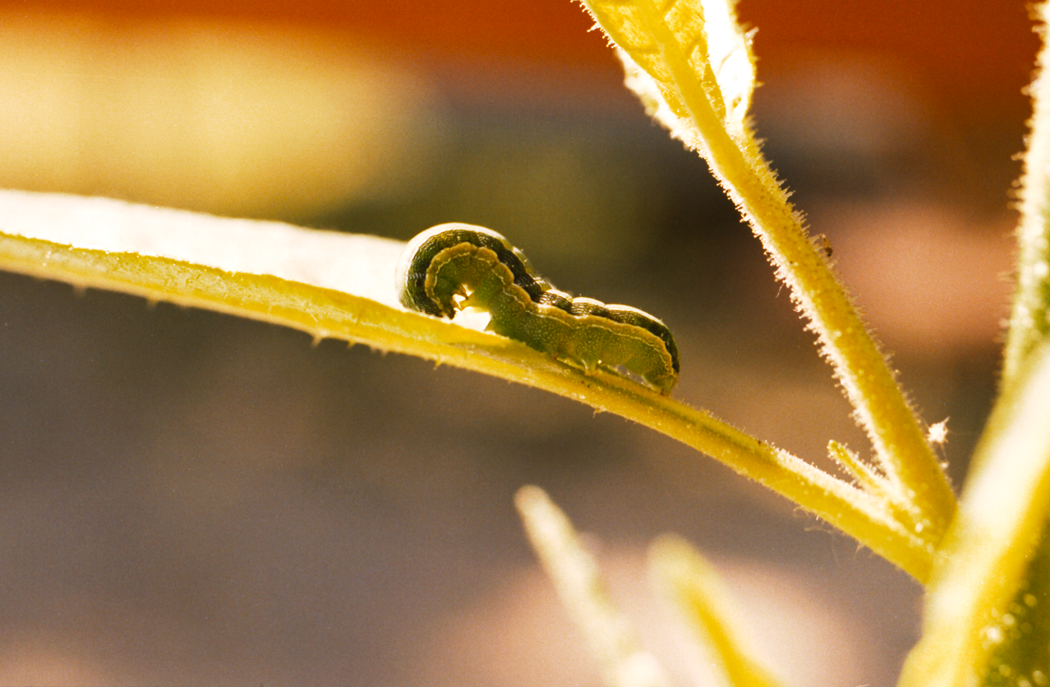
Rups